# Pašac
Pašac (olaszul: Passaz, Pasciaz), Fiume városrésze Horvátországban, Tengermellék-Hegyvidék megyében.

## Fekvése
A Fiume városközpontjától északkeletre található hegyvidéki területen fekszik. Délről Orehovica, délnyugatról Brašćine-Pulac, északnyugatról Drenova, keletről Svilno városrészek, északról és északkeletről pedig Čavle község határolja.

## Története
A 20. század elején felmerült az a gondolat, hogy a Rječina vízfolyást villamosenergia előállítására használják. 1903-ban Holfeld Pál mérnök vízerőmű építésére vonatkozó terveket készített Grohovo és Pašac között. Grohovo közelében egy víztározó és gát építését tervezték, mellyel 3,4 m3/s vízáramot érnének el, melyre a turbinák elindításához volt szükség. A projektet soha nem valósították meg.

## Oktatás
A városrészen a fiumei „Centar” Általános Iskola alsó tagozatos területi iskolája működik.

## Sport
A BK Pašac bocsaklub a megyei bajnokságban szerepel.